# نقرة جناحية
النقرة الجناحية أو الحفرة الجناحية للفك السفلي (بالإنجليزية: Pterygoid fovea)‏ هيَ سَطح مُقعر على الجانب الإنسي العُلوي لِفرع الفَك السُفلي، ويجب التمييز بينها وبينَ الحُفرة الجناحية للعظم الوتدي.
تَقع النقرة الجَناحية خَلف ثلمة الفك السفلي وَأسفل الناتىء شبه اللقمي، وَتقع على السَطح الأمامي لِرقبة الفَك السُفلي، وتُساعد في انغراس العضلة الجناحية الوَحشية.